# El Progreso (El Oro)
El Progreso, oder kurz: Progreso, ist eine Ortschaft und eine Parroquia rural („ländliches Kirchspiel“) im Kanton Pasaje der ecuadorianischen Provinz El Oro. Die Parroquia besitzt eine Fläche von 149,6 km². Die Einwohnerzahl lag im Jahr 2010 bei 3967.

## Lage
Die Parroquia El Progreso liegt im Küstentiefland im Südwesten von Ecuador. Das Verwaltungsgebiet wird im Süden vom Río Jubones begrenzt. Im Nordosten reicht das Areal bis zum Westrand der Cordillera Occidental und erreicht an der nordöstlichen Verwaltungsgrenze eine maximale Höhe von 3255 m. Der etwa 70 m hoch gelegene Hauptort befindet sich 6,5 km nordöstlich vom Kantonshauptort Pasaje.
Die Parroquia El Progreso grenzt im Norden an die Parroquias El Guabo und Río Bonito (beide im Kanton El Guabo), im Osten an die Provinz Azuay mit der Parroquia Pucará (Kanton Pucará), im Süden an die Parroquias Uzhcurrumi und Casacay sowie das Municipio von Pasaje sowie im Westen an die Parroquia Cañaquemada.

## Orte und Siedlungen
In der Parroquia gibt es 26 Comunidades (Sitios) und 5 Barriadas, darunter folgende: Palo Marcado, Santa Elena, El Triunfo, Guaba Playa, La Cadena, San Antonio, Rosa de Oro, El Mango, Ducos Rájaro, Galayacu, Muyuyacu, Las Palmas, La Unión und La Playa.

## Geschichte
Die Parroquia wurde gemäß der Stadtverordnung vom 19. Juni 1974 erstellt. Am 2. April 1976 wurde diese gemäß Ministerialabkommen N° 160 ratifiziert.